# 나도밤나무과
나도밤나무과(-----科, 학명: Sabiaceae 사비아케아이[*])는 프로테아목의 과이다. 남아시아와 아메리카의 온대와 열대 지역에서 주로 자생한다. 크론퀴스트 체계에서는 미나리아재비목(Ranunculales)의 하위 과로 분류하였지만, APG II 체계에서는 나도밤나무목(Sabiales)에 속하는 유일한 과로 분류했다. 현재, APG IV 분류 체계에서는 프로테아목에 포함시켜 분류하고 있다. 3개의 속과 약 160여 종을 포함하고 있다.

## 하위 분류
- 나도밤나무속(Meliosma Blume)
- Ophiocaryon Endl.
- Sabia Colebr.